# Uzo Egonu
Uzo Egonu, né le 25 décembre 1931 à Onitsha (Nigeria) et mort le 14 août 1996 à Londres, est un peintre, graveur et designer nigérian actif en Angleterre.

## Biographie
Uzo Egonu naît le 25 décembre 1931 à Onitsha, ville portuaire du Nigeria. Il commence à peindre dès son plus jeune âge.
Il arrive en Grande-Bretagne en 1945, où il étudie à la Camberwell College of Arts de Londres (1949-1952).
Peintre, graveur et illustrateur, en 1952 il commence à créer des modèles pour tissus.
Il reçoit le premier prix de peinture à l'huile au BBC Morning Show Art Competition de Londres en 1970, une médaille de bronze en graphisme à Bruxelles en 1971, la Cup of the City of Caserta, Italia 2000 (1972) et une médaille à la 10e Biennale internationale de la gravure de Cracovie en 1984.
Uzo Egonu meurt en 1996 à Londres.

## Hommage
- Un cratère de Mercure porte son nom.